# Adaption – Der Orchideen-Dieb
Adaption – Der Orchideen-Dieb (Originaltitel Adaptation.) ist ein US-amerikanisches Filmdrama aus dem Jahr 2002, das Spike Jonze nach einem Drehbuch von Charlie Kaufman inszenierte. In den Hauptrollen sind Nicolas Cage, Meryl Streep und Chris Cooper zu sehen. Weitere Rollen übernahmen Tilda Swinton, Brian Cox und Maggie Gyllenhaal. Der Film spielte bei einem Produktionsbudget von 19 Millionen weltweit etwas mehr als 32 Millionen wieder ein.

## Handlung
Der Drehbuchautor Charlie Kaufman, dessen Drehbuch zu Being John Malkovich mehrere Auszeichnungen erhalten hat, ist ein Neurotiker mit geringem Selbstbewusstsein, der mit seinem arbeitslosen Zwillingsbruder Donald in Kalifornien lebt. Er erhält den Auftrag, das Buch Der Orchideendieb von Susan Orlean zu adaptieren, eine Biografie über John Laroche. Kaufman ist vom Buch begeistert und möchte so nahe wie möglich an der Vorlage bleiben, verzweifelt jedoch immer mehr an dem Werk, da es keine richtige Handlung aufweist und die Figuren keine Entwicklung durchlaufen.
Indessen beschließt Donald, sich ebenfalls an einem Drehbuch zu versuchen, und schreibt mit Hilfe eines Kurses von Robert McKee einen klischeehaften Serienmörderfilm. Er versucht, Charlie zu helfen, doch dieser weigert sich, Hilfe von einem Amateur anzunehmen. Stattdessen beschließt er, den Film von seinen eigenen Problemen bei der Adaption handeln zu lassen.
Donalds Script wird entgegen Charlies Erwartungen begeistert von dessen Agenten aufgenommen und teuer an ein Studio verkauft (Donald erhält einen Vorschuss von einer Million Dollar). Daraufhin beschließt Charlie, Donalds Hilfe anzunehmen und dramaturgische Veränderungen an dem Stoff vorzunehmen, um mehr Struktur und ein aufwühlendes Ende hineinzubringen.
Die beiden Brüder beginnen, Susan Orlean hinterherzuspionieren, und finden heraus, dass sie eine Affäre mit Laroche hat und die beiden ihre Orchideenzucht zur Drogengewinnung nutzen. Als sie Charlie beim Spionieren entdecken, beschließen sie, ihn im nahe gelegenen Sumpf zu töten, damit ihr Geheimnis nicht seinen Weg ins Drehbuch finden kann. In einer Abfolge turbulenter Szenen, die viele Aspekte eines klassischen Hollywood-Thrillers abdecken, gelingt Charlie mit Hilfe seines Zwillingsbruders die Flucht, der dabei aus dem Auto geschleudert wird und stirbt. Auch Laroche kommt durch einen Angriff eines Alligators ums Leben. Charlie verarbeitet seine Erlebnisse in seinem Drehbuch und kann dieses endlich beenden. Er fühlt sich befreit und gesteht Amelia endlich ein, dass er sie liebt.

## Hintergrund
Susan Orlean ist eine real existierende Person und hat tatsächlich einen Artikel über den Orchideendieb John Laroche für das Magazin The New Yorker geschrieben und ein darauf basierendes Buch mit dem Titel The Orchid Thief veröffentlicht.
Die Filmrechte am Buch wurden 1997 von 20th Century Fox gekauft. Für die Drehbuchadaption wurde Charlie Kaufman beauftragt, der jedoch eine Schreibblockade hatte und keinen Einstieg in eine Drehbuchumsetzung fand. Also begann Kaufman damit, seine Probleme mit der Adaption in das Drehbuch selbst mit einzubringen, erfand einen Zwillingsbruder namens Donald und ließ diesen am Ende der Geschichte sterben. Tatsächlich verwischte Charlie Kaufman die Grenzen zwischen Realität und Fiktion so stark, dass er den Namen des fiktiven Bruders mit auf das Script schrieb und ihm den Film widmete – so wie es üblich ist, wenn während der Arbeiten am Film einer der Beteiligten stirbt.

## Auszeichnungen
- Chris Cooper durfte für seine Darstellung den Oscar als Bester Nebendarsteller entgegennehmen.
- Charlie und der fiktive Donald Kaufman wurden in der Kategorie Bestes Drehbuch für einen Oscar nominiert. Weitere Nominierungen erhielten Nicolas Cage als bester Hauptdarsteller und Meryl Streep als beste Nebendarstellerin.
- Bei den Golden Globes wurden Chris Cooper und Meryl Streep als beste Nebendarsteller ausgezeichnet.
- Auf der Berlinale 2003 erhielt Spike Jonze einen Silbernen Bären.

## Kritiken
„Ein fantasievolles, von absurden Wendungen überbordendes Vexierspiel, das die Mechanismen Hollywoods, das Handwerk des Filmemachens und intellektuelle Blasiertheit konterkariert. Auf aberwitzige und souveräne Weise vermischt der Film dabei Realität und Fantasie.“

„Das Drehbuch zu ‚Adaption – Der Orchideen-Dieb‘ stammt wirklich von Erfolgsautor Charlie Kaufmann, bekannt geworden zum Beispiel mit ‚Being John Malkovich‘. Diesmal unterhält er mit einer schrägen Komödie über die Pein der Kinoarbeiter. Das alte ‚Film im Film‘-Schema wird dabei höchst originell und amüsant variiert. Nicolas Cage darf in der Doppelrolle des wahnwitzigen Bruderpaares seinem Affen Zucker geben und tut das mit Bravour. An seiner Seite lässt Superstar Meryl Streep, meist hochdramatisch besetzt, ihre clownesken Seiten leuchten und provoziert wahre Lachsalven. Sicher: Action-Fans werden hier nicht bedient. Wer jedoch intelligenten Spaß und ein paar ironische Seitenhiebe aufs Showbusiness schätzt, wird das Kino überaus gut gelaunt verlassen.“

„Mit diesem kuriosen Werk zwischen Selbstfindungsdrama, Film im Film und Kriminalgeschichte bewegt sich Drehbuchautor Charlie Kaufman […] jenseits aller Konventionen. Regisseur Spike Jonze, der schon ‚Being John Malkovich‘ inszenierte, zitiert sich hier gekonnt selbst, verwebt die kuriosen Geschichten geschickt miteinander. Dabei verzettelt er sich freilich zu oft in Nebensächlichkeiten und konzentriert sich zu wenig auf die tatsächliche Adaption der Orchideendieb-Geschichte. Denn gerade Chris Cooper, der für seine Rolle den Golden Globe und den Oscar als bester Nebendarsteller erhielt, spielt hier wieder einmal alle an die Wand – auch Hauptdarsteller Nicolas Cage in der Doppelrolle.“